# Bronwenia
A Bronwenia a Malpighiales rendjébe és a malpighicserjefélék (Malpighiaceae) családjába tartozó nemzetség.

## Rendszerezés
A nemzetségbe az alábbi 10 faj tartozik:
- Bronwenia acapulcensis (Rose) W.R.Anderson & C.Davis
- Bronwenia brevipedicellata (B.Gates) W.R.Anderson & C.Davis
- Bronwenia cinerascens (Benth.) W.R.Anderson & C.Davis
- Bronwenia cornifolia (Kunth) W.R.Anderson & C.Davis
- Bronwenia ferruginea (Cav.) W.R.Anderson & C.Davis
- Bronwenia longipilifera (B.Gates) W.R.Anderson & C.Davis
- Bronwenia mathiasiae (W.R.Anderson) W.R.Anderson & C.Davis
- Bronwenia megaptera (B.Gates) W.R.Anderson & C.Davis
- Bronwenia peckoltii W.R.Anderson & C.Davis
- Bronwenia wurdackii (B.Gates) W.R.Anderson & C.Davis